# Fouquieria columnaris
Fouquieria columnaris és un arbre dins la família Fouquieriaceae. És pràcticament endèmic de la península de Baixa Califòrnia, amb només una població també a la Sierra Bacha de Sonora, Mèxic. El nom en anglès, Boojum, se'l va donar Godfrey Sykes del Desert Laboratory de Tucson, Arizona, i està extret del poema de Lewis Carroll "The Hunting of the Snark".

## Distribució
El nom amerindi en idioma seri per aquest arbre és cototaj i és dubtós que aquests amerindis haguessin trasplantat aquests arbres en temps antics, com s'ha proposat per alguns, cosa que voldria donar una explicació a la seva forma estranya.

## Descripció

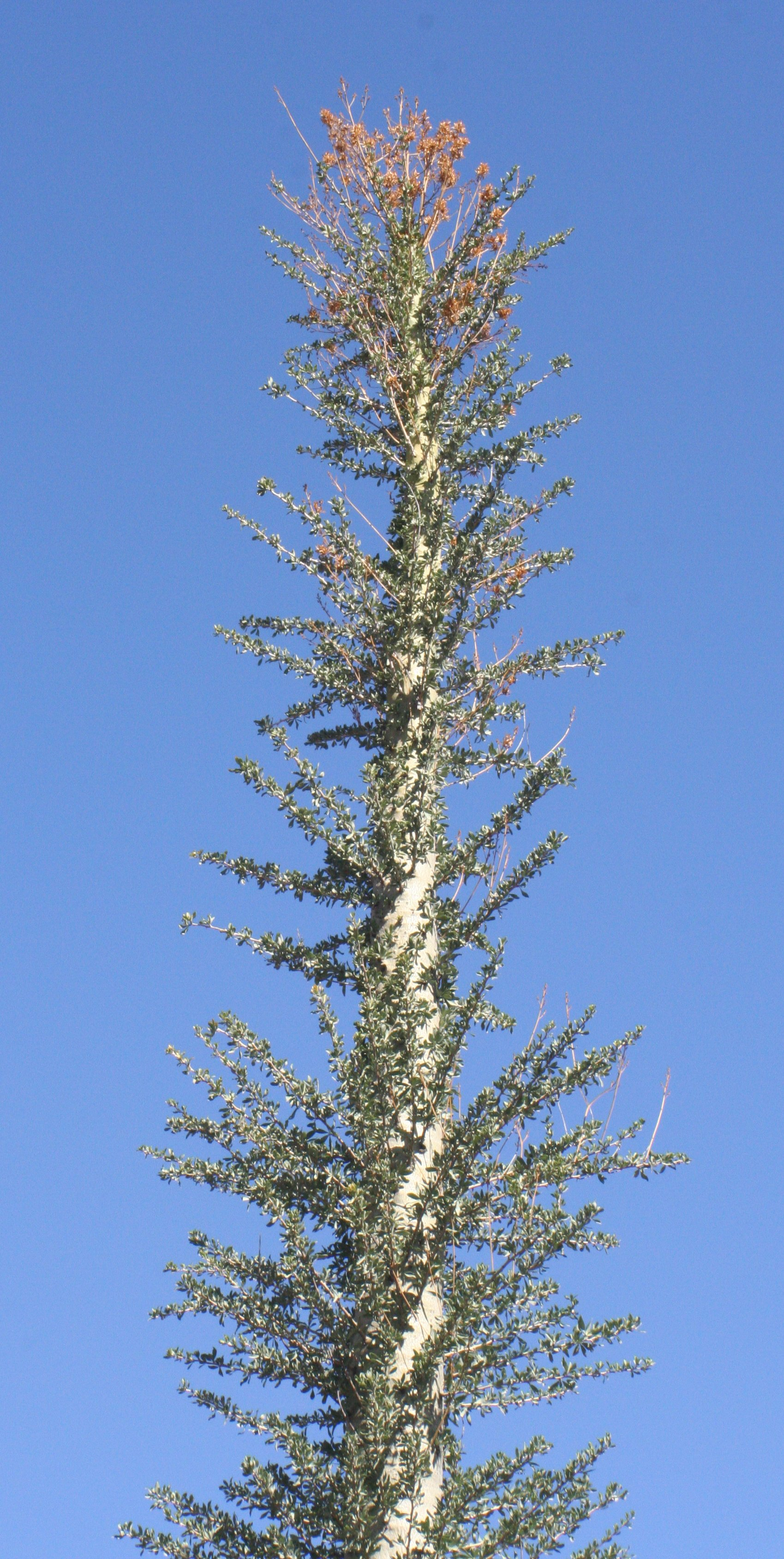
Fouquieria columnaris al Desert Botanical Garden

El tronc de Fouquieria columnaris fa fins a 24 cm de gruix, amb les branques sortint fent angles rectes, totes elles cobertes de petites fulles de 1,5–4 cm de longitud. Poden arribar a fer 20 m d'alt. Floreix a l'estiu en ramells curts i són de color groc crema amb olor de mel.